# Quirino (Isabela)
Quirino (Filipino: Bayan ng Quirino) ist eine philippinische Stadtgemeinde in der Provinz Isabela, Verwaltungsregion II, Cagayan Valley. Sie hat 24.501 Einwohner (Zensus 1. August 2015), die in 21 Barangays lebten. Sie wird als Gemeinde der vierten Einkommensklasse auf den Philippinen und als teilweise urbanisiert eingestuft.  
Quirino liegt im nördlichen Zentrum der Provinz. Die Gemeinde liegt in der Ebene des Cagayan. Sie liegt 400 km nördlich von Manila und ist über den Marhalika Highway erreichbar. Ihre Nachbargemeinden sind Mallig im Westen, Burgos und Gamu im Süden, Ilagan City im Osten, Delfin Albano im Norden.

## Baranggays
| - Binarzang - Cabaruan - Camaal - Dolores - Luna - Manaoag - Rizal - San Isidro - San Jose - San Juan - San Mateo | - San Vicente - Santa Catalina - Santa Lucia - Santiago - Santo Domingo - Sinait - Suerte - Villa Bulusan - Villa Miguel - Vintar |

## Weblink
- Informationen der Philippine Statistics Authority über Quirino